# Xenoceraspis dispar
Xenoceraspis dispar is een keversoort uit de familie bladsprietkevers (Scarabaeidae). De wetenschappelijke naam van de soort is voor het eerst geldig gepubliceerd in 1920 door Arrow.